# Viklan (přírodní památka)
Viklan je přírodní památka vyhlášená v roce 1979. Lokalita o rozloze 0,02 ha se nachází v mírném svahu přibližně dva kilometry severně od Javorné a asi jeden kilometr severovýchodně od vsi Rybničná, části města Bochov v okrese Karlovy Vary v nadmořské výšce 630 m. Důvodem ochrany je funkční viklan zvaný Dominik.

## Popis lokality

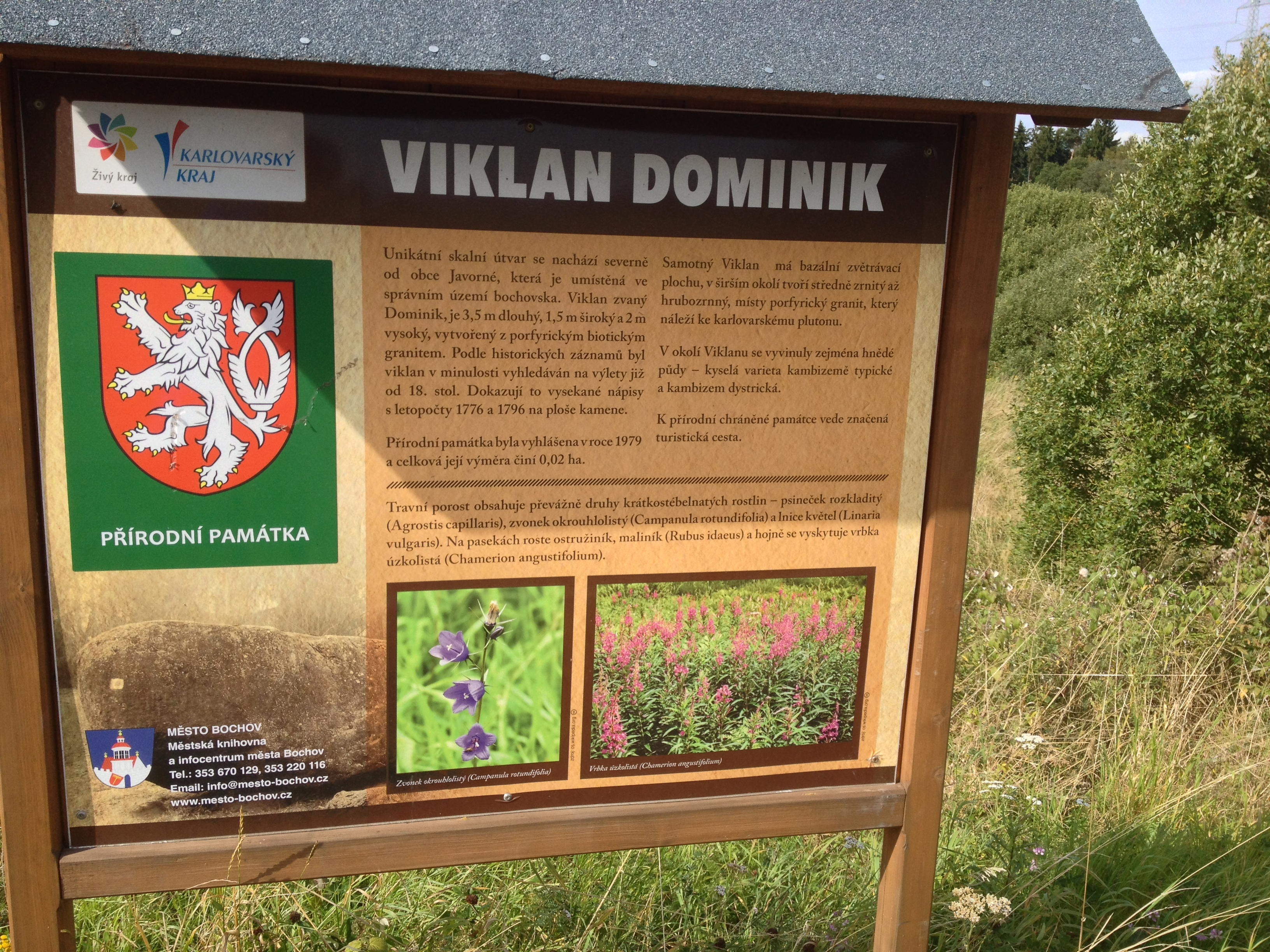
Viklan Dominik – informační tabule

Viklan je tvořen blokem porfyrické biotitické žuly a je přibližně 3,5 m dlouhý, 1,5 metru široký a 2 metry vysoký. V horní části je kulovitá prohlubeň, zřejmě uměle vytvořená. S její existencí je spojována řada pověstí souvisejícími s dávnými pohanskými obětními rituály. Kulovitá prohlubeň je však nejspíše přírodní skalní mísou. Podle historických údajů byl viklan v minulosti mnohem méně stabilní a vychýlit jej dokázal i silný vítr.
Na boku viklanu je vytesaný nápis „Dominic“ a letopočty 1776 a 1796. Kromě historických, profesionálním způsobem provedených nápisů se postupně objevovaly další, amatérské nápisy a rytiny, jež sice viklan v zásadě nepoškozují, snižují však jeho estetickou a kulturně-historickou hodnotu. Opakovaně se objevovaly snahy o vyvrácení viklanu, zatím byly takové pokusy neúspěšné.
V okolí viklanu převažují krátkostébelné pastviny s druhy jako psineček rozkladitý (Agrostis capillaris), zvonek okrouhlolistý (Campanula rotundifolia) či lnice květel (Linaria vulgaris).
K přírodní památce vede odbočka z modře značená turistické trasy.